# Lufthansa Consulting
Lufthansa Consulting è una società di consulenza specializzata nel servire numerosi servizi al settore del trasporto aereo. L'azienda è una società controllata indipendente del Lufthansa Group e la sua sede centrale è situata presso l'aeroporto di Francoforte, in Germania.
L'azienda assiste gruppi di specifici clienti nel settore dell'industria aeronautica, tra cui compagnie aeree, aeroporti e autorità aviatorie, nonché servizi correlati come società di assistenza a terra, operatori di terminal cargo, produttori di aeromobili e istituzioni finanziarie.

## Storia

### Fondazione
Lufthansa Consulting venne fondata nel 1988 come sussidiaria di Lufthansa per offrire servizi al settore dei trasporti in generale. Sulla base di questa decisione, venne pianificata una collaborazione con una compagnia ferroviaria e altre compagnie di trasporto e aviazione.
Negli anni '90, i servizi di consulenza dell'azienda furono estesi in modo da includere altre attività nel controllo del traffico aereo e nello sviluppo infrastrutturale. Lufthansa Consulting istituì servizi di ristrutturazione e privatizzazione nel settore aeronautico. In questo periodo, i progetti internazionali includevano la privatizzazione dell'aeroporto internazionale di Carrasco in Uruguay, il rilancio di Mexicana de Aviación in Messico e la ristrutturazione di Philippine Airlines.

### Sviluppo dal 2000
A partire dal 2000, Lufthansa Consulting decise di concentrarsi sui servizi di consulenza gestionale per il settore dell'aviazione. Tra i progetti più importanti realizzati fino ad oggi figurano: la ristrutturazione di Madagascar Airlines, lo sviluppo dell'aeroporto di Ouagadougou, il miglioramento delle operazioni di volo e della sicurezza in collaborazione Petrobras e l'aggiornamento dei processi aziendali di Kenya Airways.
Nel 2012, Andreas Jahnke assunse la carica di amministratore delegato dell'azienda. Vennero istituite nuove strutture di gestione e avvenne un processo di ristrutturazione. Oggi l'azienda si concentra principalmente sui mercati regionali in Europa, Russia, CSI, Medio Oriente, Asia, Africa e Sud America. I nuovi servizi inter-divisionali sono attivi nei settori non aeronautici, come aziende di trasporto e logistica, ferrovie e operatori di autobus.